# Irei no hi
Irei no hi (jap. 慰霊の日, Gedenktag für die Seelen Verstorbener) ist ein Gedenktag, der alljährlich am 23. Juni in Okinawa und den Ryūkyū-Inseln begangen wird. 

## Ursprung

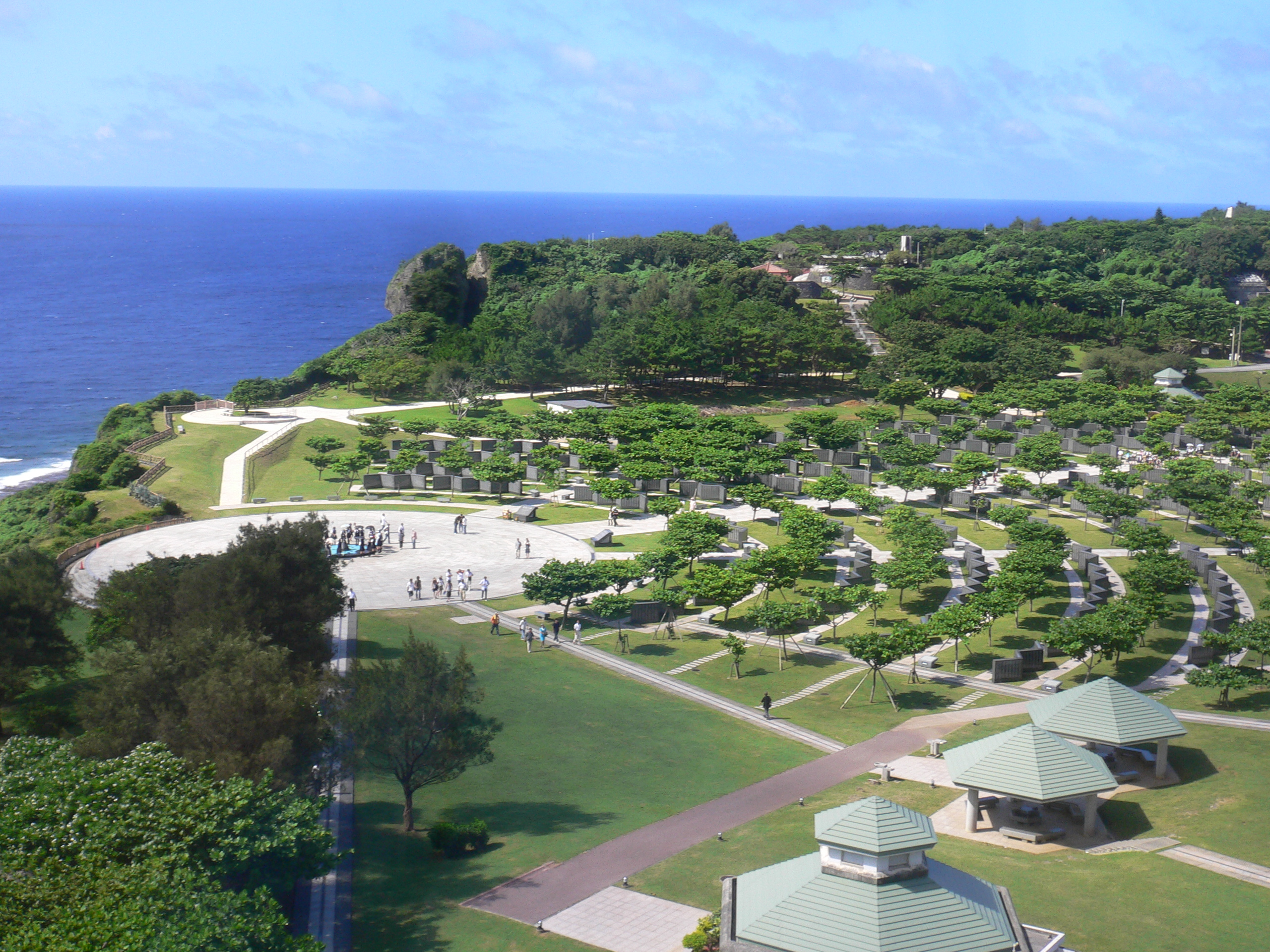
Grundstein des Friedens

Der Gedenktag erinnert an das Ende der Schlacht um Okinawa am 23. Juni 1945 im Pazifikkrieg. Zunächst war der Irei no hi seit 1961 ein Feiertag im amerikanisch verwalteten Okinawa. Als die Amerikaner am 15. Mai 1972 die Hauptinsel Okinawa an die Japaner zurückgaben und Okinawa formal das japanische Recht antizipierte, fehlte dann eine rechtliche Grundlage für den Feiertag. 1991 wurde von der Verwaltung der Präfektur Okinawa eine gesetzliche Regelung der Feiertage beschlossen, der nach der Irei no hi seither wieder ein offizieller und rechtskonformer Feiertag in Okinawa ist. Im übrigen Japan wird dieser Feiertag nicht anerkannt.